# Notoreas fulva
Notoreas fulva är en fjärilsart som beskrevs av Hudson 1905. Notoreas fulva ingår i släktet Notoreas och familjen mätare. Inga underarter finns listade i Catalogue of Life.